# 무사시노시
무사시노시(일본어: 武蔵野市)는 일본 도쿄도에 있는 시이다.
도쿄도 구부와 인접해 교외 주거지로 발전했다. 이 도시는 13개의 지역으로 구성되어 있으며, 전철역을 위주로 하여 기치조지 역세권, 중앙 역세권, 무사시사카이 역세권으로 분류되어 있고 그 중 간다강의 원천(原川)이 있는 기치조지는 도쿄 안에서 "살고 싶은 지역 No.1"으로 6년 연속 선정되기도 했다.

## 지리
도쿄도 23구와 26개 시(市) 중 가운데에 위치하고 동쪽으로는 스기나미구, 남쪽으로는 미타카시, 서쪽으로 고가네이시, 북쪽으로는 니시토쿄시와 네리마구를 각각 접하는 지정학적 위치를 차지하고 있어 도쿄의 내륙부 중심지 역할을 하고 있다.

## 역사
이 도시는 1947년 11월 3일부로 공식적으로 성립되었다.

## 교육
- 아시아 대학
- 세이케이 대학
- 일본수의대학

## 인구
| 연도 | 인구    | ±%      |
| ---- | ------- | ------- |
| 1920 | 4,931   | —       |
| 1930 | 17,229  | +249.4% |
| 1940 | 41,767  | +142.4% |
| 1950 | 73,149  | +75.1%  |
| 1960 | 120,337 | +64.5%  |
| 1970 | 136,959 | +13.8%  |
| 1980 | 136,910 | −0.0%   |
| 1990 | 139,077 | +1.6%   |
| 2000 | 135,746 | −2.4%   |
| 2010 | 138,734 | +2.2%   |
| 2020 | 150,149 | +8.2%   |

## 스포츠
- 도쿄 무사시노 시티 FC

## 교통

### 철도
게이오 이노카시라선과 주오 본선, 세이부 다마가와선 등이 통과한다. 추가로 무사시노시의 미타카역과 기치조지역에서는 나리타 공항 특급열차인 나리타 익스프레스가 정차한다.

## 우호 도시
무사시노시의 우호 도시들은 다음과 같다.

### 한국 우호도시
대한민국의 충청북도 충주시, 서울특별시 강동구와 교류가 있다. 2008년에는 청소년 교류의 일환으로 무사시노시의 학생들을 별도로 선발하는 과정상 한국에서의 홈스테이와 관련된 교류하기가 있었다.

### 다른 국가의 우호도시들
- 미국 텍사스주 러벅
- 중국 베이징시 인민대외우호협회
- 러시아 하바롭스크
- 루마니아 브라쇼브

### 일본 국내 주요 우호도시들
- 도야마현 난토시
- 니가타현 나가오카시
- 나가노현 아즈미노시
- 야마가타현 사카타시
- 이와테현 도노시
- 지바현 미나미보소시
- 히로시마현 오사키카미지마정
- 돗토리현 이와미정
- 나가노현 가와카미촌

## 픽션

### 애니메이션
- 아즈망가 대왕
- 나나카 6/17
- GTO
- 도서관전쟁
- 망상대리인
- 남해기왕 네오란가
- 마리아님이 보고계셔
- 슈퍼소니코 THE ANIMATION
- 오소마츠씨 (성인만화)

### 영화
- 4월 이야기